# Molekularna biologija
Molekularna biologija je studija biologije na molekularnoj razini. Ovo područje preklapa se s drugim područjima biologije, posebice genetikom i biokemijom. Molekularna biologija teži istraživanju i razumijevanju interakcija između različitih staničnih sustava, uključujući međuodnose DNK, RNK i proteinske sinteze te učenju kako su te interakcije regulirane. 
Pišući u časopisu "Nature", W.T. Astbury je molekularnu biologiju opisao kao:

"... ne toliko kao tehniku nego kao pristup, pristup s gledišta takozvanih bazičnih znanosti s idejom vodiljom traženja odgovarajućeg molekularnog plana ispod razine oku vidljivih manifestacija klasične biologije. Osobito je zaokupljena oblikom bioloških molekula i ..... uglavnom je tri-dimenzionalna i strukturna - to, dakako, ne znači da je samo prerada morfologije - jer ona za razliku od morfologije uz to istovremeno mora uzeti u obzir i postanak i funkciju"

## Odnos s drugim biološkim znanostima na molekularnoj razini
Molekularni biolozi primjenjuju posebne metode prirodne za molekularnu biologiju (pogledaj sekciju Metode niže u članku), ali te metode sve više kombinira s metodama i idejama iz područja genetike, biokemije i biofizike.  Više ne postoji čvrsta linija koja je odjeljivala te znanstvene grane.  Priložena slika je shematski prikaz jednog pogleda na odnos među tim područjima:
- Biokemija je studij kemijskih tvari i procesa koji se odvijaju u živim organizmima.
- Genetika je studij učinaka genetičkih razlika na organizmima. To se često može uočiti ako nedostaje normalna komponenta (npr. jedan gen). Proučavanje "mutanata" – organizmi kojima nedostaje jedan ili više funkcionalnih komponenti u odnosu na takozvani "divlji tip" ili normalni fenotip.
- Molekularna biologija je studij molekularnih osnova procesa replikacije, transkripcije i translacije genetičkog materijala. Centralna dogma molekularne biologije koja kaže da se genetski materijal (DNK) transkribira u RNK i tada translatira u protein, pruža dobru startnu poziciju za razumijevanje ovog područja.

Puno poslova u molekularnoj biologiji je kvantitativne prirode, i u zadnje vrijeme je puno učinjeno u međuvezi molekularne biologije i kompjuterskih znanosti bioinformatici. Uz bioinformatiku, studij strukture i funkcije gena, molekularna genetika, je jedna od najperspektivnijih grana molekularne biologije.
Sve više područja biologije se počinje baviti proučavanjem molekula, ili da direktno proučavaju njihove interakcije u stanici kao stanična biologija i razvojna biologija, ili indirektno, gdje se metode molekularne biologije primjenjuju kako bi se donijeli zaključci o populacijama ili vrstama, kao u područjima evolucijske biologije kao što su populacijska genetika i filogenetika.

## Vanjske poveznice
Mrežna mjesta
- molekularna biologija Hrvatska enciklopedija
- Zavod za molekularnu biologiju Instituta Ruđer Bošković
- Hrvatsko društvo za biokemiju i molekularnu biologiju  Arhivirana inačica izvorne stranice od 29. ožujka 2017. (Wayback Machine)